# Tococa cinnamomea
Tococa cinnamomea là một loài thực vật có hoa trong họ Mua. Loài này được Triana miêu tả khoa học đầu tiên năm 1871.